# ГЕС Нам-Нгум 3
ГЕС Нам-Нгум 3 — гідроелектростанція, що споруджується у північно-західній частині Лаосу. Знаходячись перед ГЕС Нам-Нгум 2, певний час становитиме верхній ступінь каскаду на річці Нам-Нгум, лівій притоці Меконгу (впадає до Південнокитайського моря на узбережжі В'єтнаму). При цьому у 2018 році оголосили про початок будівництва вище по течії ГЕС Нам-Нгум 4, а на правій притоці Нам-Нгум річці Нам-Тінг з 2012 року працює ГЕС Нам-Нгум 5, відпрацьована якою вода потраплятиме у сховище греблі Нам-Нгум 3.
У межах проєкту річку перекриють кам'яно-накидною греблею з бетонним облицюванням висотою 210 м та довжиною 730 м. Вона утримуватиме витягнуте по долині річки на 55 км вузьке сховище з площею поверхні від 9,4 км2 до 27,5 км2, об'ємом 1407 млн м3 (корисний об'єм 1070 млн м3) та припустимим коливанням рівня поверхні в операційному режимі між позначками 660 та 723 метрів НРМ.
Зі водосховища через правобережний гірський масив прокладуть дериваційний підвідний тунель довжиною 11 км із діаметром 7,6 м. Він подаватиме ресурс до машинного залу, обладнаного трьома турбінами типу Френсіс потужністю по 160 МВт. При напорі у 305 м це обладнання повинне виробляти 2345 млн кВт·год електроенергії на рік.
Для видачі продукції спорудять 130 км ЛЕП, розрахованої на роботу під напругою 230 кВ.
Учасниками проєкту, введення якого в експлуатацію заплановане на 2020 рік, є таїландські GMS Lao та Ratchaburi Electricity Generating Holding (27 % та 25 % відповідно), Axia Power Holdings (дочірня компанія японської корпорації Marubeni, 25 %) і лаоська державна Lao Holding State Enterprises (23 %).